# Чемпионат мира по футболу 2014
Чемпионат мира по футболу 2014 (порт. Copa do Mundo FIFA de 2014, англ. 2014 FIFA World Cup) — 20-й чемпионат мира по футболу ФИФА, финальный турнир которого прошёл с 12 июня по 13 июля 2014 года в Бразилии. Матч открытия между сборными Бразилии и Хорватии состоялся на стадионе «Арена Коринтианс» в Сан-Паулу. Финальный матч между сборными Германии и Аргентины прошёл на стадионе «Маракана» в Рио-де-Жанейро.
Чемпионский титул в четвёртый раз в своей истории завоевала сборная Германии, обыгравшая в финале сборную Аргентины со счётом 1:0. Бронзовым призёром стала сборная Нидерландов, победившая в матче за 3-е место сборную Бразилии (3:0).
Сборная Германии не потерпела ни одного поражения на турнире (7 матчей — 6 побед, 1 ничья). По пути к финалу Германия разгромила хозяев турнира — сборную Бразилии в полуфинальном матче (7:1). Это поражение стало самым крупным для хозяев турнира за всю историю (наряду с матчем против сборной Уругвая (0:6), состоявшемся в 1920 году).

## Предварительная подготовка

### Хозяева турнира
Согласно принципу ротации континентов для чемпионатов мира, первенство 2014 года должно было пройти в Южной Америке, и Бразилия была единственным кандидатом. Все другие южноамериканские страны в 2003 году согласились поддержать кандидатуру Бразилии. Хотя некоторые попытки поспорить с Бразилией были, свои притязания на эту роль высказывала Колумбия, но её кандидатура сразу же была отвергнута как «несерьёзная», особенно с учётом того, что в 1986 году Колумбия уже должна была принимать чемпионат мира, но не смогла выполнить своих обязательств, и турнир во второй раз успешно провела Мексика.
Бразилия стала пятой страной, принимающей чемпионат мира во второй раз (после Мексики, Италии, Франции и Германии). Ранее чемпионат мира был проведён здесь в 1950 году. Чемпионат мира проходит в Южной Америке впервые после 1978 года; также этот чемпионат впервые стал вторым подряд за пределами Европы.

### Призовой фонд
Для вознаграждений на ЧМ-2014 по футболу ФИФА предоставила 476 миллионов долларов, что на 156 млн долларов больше суммы, предоставленной на ЧМ-2010 по футболу в ЮАР. При этом для призового фонда выделили 358 миллионов долларов. Ещё 48 миллионов долларов (по 1,5 млн долларов) ушло как вознаграждение за подготовку команд. Оставшиеся 70 млн долларов были распределены в соответствии с программой «Club Benefits».
| Позиция                                        | Сумма (млн $) | Всего (млн $) |
| ---------------------------------------------- | ------------- | ------------- |
| 1-е место                                      | 35            | 35            |
| 2-е место                                      | 25            | 25            |
| 3-е место                                      | 22            | 22            |
| 4-е место                                      | 20            | 20            |
| Места с 5-го по 8-е (выбывшие в 1/4 финала)    | 14            | 56            |
| Места с 9-го по 16-е (выбывшие в 1/8 финала)   | 9             | 72            |
| Места с 17-го по 32-е (не вошедшие в плей-офф) | 8             | 128           |
| За подготовку (32 команды)                     | 1,5           | 48            |
| Club Benefits Programme                        |               | 70            |
| Всего                                          |               | 476           |

Призовой фонд выделен жёлтым цветом.

### Официальный мяч
Генеральный секретарь ФИФА Жером Вальке объявил, что по итогам голосования болельщиков официальный мяч ЧМ-2014 от Adidas получил название Brazuca.

### Символика турнира
Эмблема
Официальная эмблема турнира была представлена 8 июля 2010 года на церемонии в Йоханнесбурге во время проведения чемпионата мира 2010 года. Эмблема была выбрана комиссией, в которую входили архитектор Оскар Нимейер, дизайнер Ханс Доннер, модель Жизель Бюндхен, писатель Пауло Коэльо, певица Ивете Сангалу, председатель оргкомитета ЧМ-2014 Рикардо Тейшейра и генеральный секретарь ФИФА Жером Вальке. Победителем стала эмблема «Вдохновение» (порт. Inspiração), разработанная бразильским агентством Africa.
Талисман
Официальным талисманом турнира стал трёхпоясный шаровой броненосец (Tolypeutes tricinctus) Фулеко.
Официальная песня
23 января 2014 года ФИФА и Sony Music обнародовали официальную песню турнира. Ей стала композиция «We Are One (Ole Ola)», исполняемая американскими певцами Pitbull и Дженнифер Лопес с бразильской певицей Клаудией Лейтте.

### Отборочный турнир
Отборочный турнир чемпионата мира 2014 проводился с 15 июня 2011 года по 20 ноября 2013 года. 3 марта 2011 года ФИФА распределила места в финальном турнире по региональным конфедерациям. Распределение мест осталось таким же, как и для двух предыдущих чемпионатов мира. Одно место зарезервировано для хозяев турнира, 29 гарантированных мест зарезервировано для конфедераций и ещё 2 места оставлены для победителей межконтинентальных стыковых матчей; состав пар их участников был определён жеребьёвкой 29 июля 2011 года.

## Участники турнира

### Сборные команды
В финальном турнире приняли участие 32 команды. Сборная Бразилии получила право участия как хозяйка соревнований, остальные участники прошли через отборочный турнир в рамках своих конфедераций (два участника помимо этого играли в межконтинентальных стыковых матчах). Среди них — все 8 команд, которые когда-либо ранее завоёвывали звание чемпионов мира по футболу. Сборная Боснии и Герцеговины — единственный участник, который дебютирует на финальных турнирах чемпионата мира.
| АФК (4) - Австралия (62)* - Иран (43) - Республика Корея (57) - Япония (46) КАФ (5) - Алжир (22) - Гана (37) - Камерун (56) - Кот-д’Ивуар (23) - Нигерия (44) ОФК (0) - нет | КОНКАКАФ (4) - Гондурас (33) - Коста-Рика (28) - Мексика (20) - США (13) КОНМЕБОЛ (6) - Аргентина (5) - Бразилия (3) (хозяева) - Колумбия (8) - Уругвай (7) - Чили (14) - Эквадор (26) | УЕФА (13) - Англия (10) - Бельгия (11) - Босния и Герцеговина (21) - Германия (2) - Греция (12) - Испания (1) - Италия (9) - Нидерланды (15) - Португалия (4) - Россия (19) - Хорватия (18) - Франция (17) - Швейцария (6) |

Примечания: * Место, занимаемое сборной в рейтинге ФИФА к началу турнира.

### Составы команд
Прежде чем официально огласить окончательную заявку, команды до 13 мая 2014 года должны были представить предварительные составы, состоящие из 30 игроков. В окончательные заявки сборных вошли по 23 игрока, 3 из которых — вратари. Заявка должна была быть представлена до 2 июня 2014 года.
Травмы
Ряд ведущих игроков различных сборных получили травмы перед турниром и не смогли принять участие в чемпионате мира. В их число вошли:
- Стив Манданда[11] («Марсель», Франция)
- Франк Рибери[12] («Бавария», Германия)
- Ларс Бендер[13] («Байер 04», Германия)
- Илкай Гюндоган[14] («Боруссия» Дортмунд, Германия)
- Марко Ройс[15] («Боруссия» Дортмунд, Германия)
- Марио Гомес[16] («Фиорентина», Италия)
- Кристиан Бентеке[17] («Астон Вилла», Англия)
- Иван Стринич[18] («Днепр», Украина)
- Тьяго Алкантара[19] («Бавария», Германия)
- Виктор Вальдес[20] («Барселона», Испания)
- Тео Уолкотт[21] («Арсенал», Англия)
- Стюарт Холден[22] («Болтон Уондерерс», Англия)
- Брайан Овьедо[23] («Эвертон», Англия)
- Альваро Саборио[24] («Реал Солт-Лейк», США)
- Кевин Стротман[25] («Рома», Италия)
- Рафаэл ван дер Варт[26] («Гамбург», Германия)
- Риккардо Монтоливо[27] («Милан», Италия)
- Радамель Фалькао[28] («Монако», Франция)
- Роман Широков[29] («Краснодар»[30], Россия)
- Луис Монтес[31] («Леон», Мексика)
- Сегундо Кастильо[32] («Аль-Хиляль», Саудовская Аравия)
- Арнольд Перальта[33] («Рейнджерс», Шотландия)

Главные тренеры
| Сборная     | Главный тренер      |
| ----------- | ------------------- |
| Бразилия    | Луиc Фелипе Сколари |
| Камерун     | Фолькер Финке       |
| Хорватия    | Нико Ковач          |
| Мексика     | Мигель Эррера       |
| Австралия   | Анге Постекоглу     |
| Чили        | Хорхе Сампаоли      |
| Нидерланды  | Луи ван Гал         |
| Испания     | Висенте дель Боске  |
| Колумбия    | Хосе Пекерман       |
| Кот-д’Ивуар | Сабри Лямуши        |
| Греция      | Фернанду Сантуш     |
| Япония      | Альберто Дзаккерони |
| Коста-Рика  | Хорхе Луис Пинто    |
| Англия      | Рой Ходжсон         |
| Италия      | Чезаре Пранделли    |
| Уругвай     | Оскар Табарес       |

| Сборная              | Главный тренер       |
| -------------------- | -------------------- |
| Эквадор              | Рейнальдо Руэда      |
| Франция              | Дидье Дешам          |
| Гондурас             | Луис Фернандо Суарес |
| Швейцария            | Оттмар Хитцфельд     |
| Аргентина            | Алехандро Сабелья    |
| Босния и Герцеговина | Сафет Сушич          |
| Иран                 | Карлуш Кейрош        |
| Нигерия              | Стивен Кеши          |
| Германия             | Йоахим Лёв           |
| Гана                 | Джеймс Квеси Аппиа   |
| Португалия           | Паулу Бенту          |
| США                  | Юрген Клинсман       |
| Алжир                | Вахид Халилходжич    |
| Бельгия              | Марк Вильмотс        |
| Россия               | Фабио Капелло        |
| Республика Корея     | Хон Мён Бо           |

Экипировка команд
| Бренд           | #  | Сборные                                                                                               |
| --------------- | -- | --- |
| Nike            | 10 | Австралия, Англия, Бразилия, Греция, Нидерланды, Португалия, Республика Корея, США, Франция, Хорватия |
| Adidas          | 9  | Аргентина, Босния и Герцеговина, Германия, Испания, Колумбия, Мексика, Нигерия, Россия, Япония        |
| Puma            | 8  | Алжир, Гана, Камерун, Кот-д’Ивуар, Италия, Уругвай, Чили, Швейцария                                   |
| Burrda          | 1  | Бельгия                                                                                               |
| Joma            | 1  | Гондурас                                                                                              |
| Lotto           | 1  | Коста-Рика                                                                                            |
| Marathon Sports | 1  | Эквадор                                                                                               |
| Uhlsport        | 1  | Иран                                                                                                  |

### Судьи
Список судей, утверждённый ФИФА для обслуживания матчей чемпионата мира:
| АФК Бенджамин Уильямс Наваф Шукралла Равшан Ирматов Юити Нисимура КАФ Джамель Хаймуди Бакари Гассама Нумандьез Дуэ ОФК Питер О’Лири | КОНКАКАФ Марко Родригес Хоэль Агилар Марк Гейгер КОНМЕБОЛ Нестор Питана Сандро Риччи Вильмар Рольдан Энрике Оссес Карлос Вера | УЕФА Говард Уэбб Феликс Брых Бьорн Кёйперс Карлос Веласко Карбальо Никола Риццоли Педру Проэнса Милорад Мажич Джюнейт Чакыр Юнас Эрикссон |

## Места действия

### Стадионы
31 мая 2009 года были выбраны 12 стадионов, на которых пройдут матчи финального турнира. 16 июня 2010 года ФИФА заявила, что власти города Сан-Паулу не предоставили финансовые гарантии в установленный срок, в связи с чем «Морумби» исключён из числа стадионов ЧМ-2014. Тем не менее, переговоры с Сан-Паулу будут продолжены. Позднее Бразильская конфедерация футбола заявила, что в Сан-Паулу будет построен новый стадион клуба «Коринтианс» (вместо арены «Пакаэмбу»), который и примет матчи чемпионата мира.
| Бразилия            | Бразилия | Бразилия | Бразилия            |
| Белу-Оризонти       | Бразилиа | Куяба | Куритиба            |
| ------------------- | --- | --- | ------------------- |
| Минейран            | Национальный стадион                                                                                               | Арена Пантанал | Арена Байшада       |
| Вместимость: 62 547 | Вместимость: 70 042                                                                                                | Вместимость: 42 968                                                                                                | Вместимость: 43 981 |
|                     | | |                     |
| Форталеза           | Белу-Оризонти Бразилиа Форталеза Порту-Алегри Сан-Паулу Рио-де-Жанейро Салвадор Натал Куяба Куритиба Манаус Ресифи | Белу-Оризонти Бразилиа Форталеза Порту-Алегри Сан-Паулу Рио-де-Жанейро Салвадор Натал Куяба Куритиба Манаус Ресифи | Манаус              |
| Кастелан            | Белу-Оризонти Бразилиа Форталеза Порту-Алегри Сан-Паулу Рио-де-Жанейро Салвадор Натал Куяба Куритиба Манаус Ресифи | Белу-Оризонти Бразилиа Форталеза Порту-Алегри Сан-Паулу Рио-де-Жанейро Салвадор Натал Куяба Куритиба Манаус Ресифи | Арена да Амазония   |
| Вместимость: 64 846 | Белу-Оризонти Бразилиа Форталеза Порту-Алегри Сан-Паулу Рио-де-Жанейро Салвадор Натал Куяба Куритиба Манаус Ресифи | Белу-Оризонти Бразилиа Форталеза Порту-Алегри Сан-Паулу Рио-де-Жанейро Салвадор Натал Куяба Куритиба Манаус Ресифи | Вместимость: 42 374 |
|                     | Белу-Оризонти Бразилиа Форталеза Порту-Алегри Сан-Паулу Рио-де-Жанейро Салвадор Натал Куяба Куритиба Манаус Ресифи | Белу-Оризонти Бразилиа Форталеза Порту-Алегри Сан-Паулу Рио-де-Жанейро Салвадор Натал Куяба Куритиба Манаус Ресифи |                     |
| Натал               | Белу-Оризонти Бразилиа Форталеза Порту-Алегри Сан-Паулу Рио-де-Жанейро Салвадор Натал Куяба Куритиба Манаус Ресифи | Белу-Оризонти Бразилиа Форталеза Порту-Алегри Сан-Паулу Рио-де-Жанейро Салвадор Натал Куяба Куритиба Манаус Ресифи | Порту-Алегри        |
| Арена дас Дунас     | Белу-Оризонти Бразилиа Форталеза Порту-Алегри Сан-Паулу Рио-де-Жанейро Салвадор Натал Куяба Куритиба Манаус Ресифи | Белу-Оризонти Бразилиа Форталеза Порту-Алегри Сан-Паулу Рио-де-Жанейро Салвадор Натал Куяба Куритиба Манаус Ресифи | Бейра-Риу           |
| Вместимость: 42 086 | Белу-Оризонти Бразилиа Форталеза Порту-Алегри Сан-Паулу Рио-де-Жанейро Салвадор Натал Куяба Куритиба Манаус Ресифи | Белу-Оризонти Бразилиа Форталеза Порту-Алегри Сан-Паулу Рио-де-Жанейро Салвадор Натал Куяба Куритиба Манаус Ресифи | Вместимость: 51 300 |
|                     | Белу-Оризонти Бразилиа Форталеза Порту-Алегри Сан-Паулу Рио-де-Жанейро Салвадор Натал Куяба Куритиба Манаус Ресифи | Белу-Оризонти Бразилиа Форталеза Порту-Алегри Сан-Паулу Рио-де-Жанейро Салвадор Натал Куяба Куритиба Манаус Ресифи |                     |
| Ресифи              | Рио-де-Жанейро | Салвадор | Сан-Паулу           |
| Арена Пернамбуку    | Маракана | Фонте-Нова | Арена Коринтианс    |
| Вместимость: 46 154 | Вместимость: 76 935                                                                                                | Вместимость: 56 000                                                                                                | Вместимость: 61 000 |
|                     | | |                     |

## Финальный турнир

### Жеребьёвка
Жеребьёвка финального турнира состоялась 6 декабря 2013 года в 13:00 местного времени (UTC−3) в бразильском городе Мата-ди-Сан-Жуан, штата Баия.
32 сборные были разделены на четыре корзины. В первую корзину были определены хозяйка чемпионата, Бразилия, и семь лучших команд согласно рейтингу ФИФА на октябрь 2013 года — Испания (1), Германия (2), Аргентина (3), Колумбия (4), Бельгия (5), Уругвай (6) и Швейцария (7). Остальные команды должны были быть распределены по оставшимся трём корзинам согласно географическим и спортивным критериям. Процедура ФИФА по распределению сборных во вторую, третью и четвёртую корзины была оглашена 3 декабря 2013 года: во вторую корзину были помещены команды из Африки и Южной Америки, в третью — команды из Азии и Северной Америки, в четвёртую — команды из Европы. Таким образом, корзины содержали неравное количество команд: во второй и четвёртой корзинах оказались семь и девять команд соответственно.
Процедура жеребьёвки
1. Чтобы обеспечить равномерную выборку из Корзин 1—4, сперва из Корзины 4 (содержащей европейские команды) был произвольно извлечён один шар и помещён в Корзину 2 для достижения баланса по восемь команд в каждой корзине. Ею оказалась сборная Италии.
После этого корзины стали выглядеть следующим образом:
| Корзина 1                                                                              | Корзина 2                                                                  | Корзина 3                                                                              | Корзина 4                                                                                        |
| Организатор & топ-7 рейтинга ФИФА                                                      | Африка & Южная Америка                                                     | Азия & Северная Америка                                                                | Европа                                                                                           |
| - Бразилия - Испания - Германия - Аргентина - Колумбия - Бельгия - Уругвай - Швейцария | - Алжир - Камерун - Кот-д’Ивуар - Гана - Нигерия - Чили - Эквадор - Италия | - Австралия - Иран - Япония - Республика Корея - Коста-Рика - Гондурас - Мексика - США | - Босния и Герцеговина - Хорватия - Англия - Франция - Греция - Португалия - Нидерланды - Россия |

2. Были поочерёдно извлечены шары из Корзины 1, начиная с Бразилии; команды были последовательно размещены на 1-й позиции в группах с A по H.
3. Так как Корзина 2 теперь содержала команды из трёх различных квалификационных зон, возрос риск непреднамеренного нарушения принципа географического разделения. Чтобы избежать попадания трёх европейских команд в одну группу, была реализована следующая схема:
- Четыре сеяных южноамериканских команды были помещены во вспомогательную Корзину X.
- Был извлечён шар с одной из этих четырёх команд — ею оказалась сборная Уругвая.

4. Были поочерёдно извлечены шары из Корзины 2, начиная с европейской команды:
- Европейская команда (Италия) была помещена в группу к южноамериканской команде, извлечённой из Корзины X (Уругвай).
- Оставшиеся команды были поочерёдно размещены по группам с A по H (при этом группы могли пропускаться для соблюдения принципа географического разделения — Чили и Эквадор не могли помещаться в группы с сеяными южноамериканскими командами).

5. Были по порядку извлечены шары из Корзин 3 и 4.
6. Позиции внутри групп с A по H были определены жеребьёвкой для всех команд из Корзин 2, 3 и 4.
Результаты жеребьёвки
| Группа A  | Группа B             | Группа C    | Группа D         |
| --------- | -------------------- | ----------- | ---------------- |
| Бразилия  | Испания              | Колумбия    | Уругвай          |
| Хорватия  | Нидерланды           | Греция      | Коста-Рика       |
| Мексика   | Чили                 | Кот-д’Ивуар | Англия           |
| Камерун   | Австралия            | Япония      | Италия           |
|           |                      |             |                  |
| Группа E  | Группа F             | Группа G    | Группа H         |
| Швейцария | Аргентина            | Германия    | Бельгия          |
| Эквадор   | Босния и Герцеговина | Португалия  | Алжир            |
| Франция   | Иран                 | Гана        | Россия           |
| Гондурас  | Нигерия              | США         | Республика Корея |

## Церемония открытия
12 июня 2014 года финальный турнир чемпионата мира начался с церемонии открытия на стадионе Арена де Сан-Паулу. В событии приняли участие 660 танцоров, продемонстрировавших природу страны и любовь бразильцев к футболу. После выступления танцоров на сцену вышла местная певица Клаудия Лейте. Позже к ней присоединились рэпер Pitbull и певица Дженифер Лопез, исполнившие официальную песню турнира We Are One (Ole Ola), выпущенную 8 апреля 2014 года. После церемонии сборная Бразилии в матче открытия одержала победу над Хорватией со счётом 3:1.

## Групповой этап

#### Регламент
| 1-место 2-место | 3-место 4-место | 1/4 финала 1/8 финала | Групповой этап |

Победители каждой из восьми групп, а также команды, занявшие вторые места, выходят в 1/8 финала турнира. Положение команд в турнирной таблице определяется по следующим показателям:
1. Количество очков, набранных во всех матчах группового этапа;
2. Разница мячей, забитых и пропущенных во всех матчах группового этапа;
3. Количество забитых мячей во всех матчах группового этапа.

При равенстве трёх основных показателей у двух или более команд, положение в таблице определяется по следующим показателям:
1. Количество очков, набранных рассматриваемыми командами в матчах группового этапа между собой;
2. Разница мячей, забитых и пропущенных рассматриваемыми командами в матчах группового этапа между собой;
3. Количество забитых рассматриваемыми командами мячей в матчах группового этапа между собой;
4. Жребий, проводимый Организационным комитетом ФИФА.

### Группа A
| Поз | Команда      | И | В | Н | П | МЗ | МП | РМ | О | Квалификация     |
| --- | ------------ | - | - | - | - | -- | -- | -- | - | ---------------- |
| 1   | Бразилия (Х) | 3 | 2 | 1 | 0 | 7  | 2  | +5 | 7 | Выход в плей-офф |
| 2   | Мексика      | 3 | 2 | 1 | 0 | 4  | 1  | +3 | 7 | Выход в плей-офф |
| 3   | Хорватия     | 3 | 1 | 0 | 2 | 6  | 6  | 0  | 3 |                  |
| 4   | Камерун      | 3 | 0 | 0 | 3 | 1  | 9  | −8 | 0 |                  |

| Бразилия                            | 3:1     | Хорватия           |
| ----------------------------------- | ------- | ------------------ |
| - Неймар 28′ 70′ (пен.) - Оскар 90′ | (отчёт) | Марсело 10′ (авт.) |

| Мексика      | 1:0     | Камерун |
| ------------ | ------- | ------- |
| Перальта 60′ | (отчёт) |         |

| Бразилия | 0:0     | Мексика |
| -------- | ------- | ------- |
|          | (отчёт) |         |

| Камерун | 0:4     | Хорватия                                     |
| ------- | ------- | -------------------------------------------- |
|         | (отчёт) | - Олич 10′ - Перишич 47′ - Манджукич 60′ 72′ |

| Камерун   | 1:4     | Бразилия                                      |
| --------- | ------- | --------------------------------------------- |
| Матип 25′ | (отчёт) | - Неймар 16′ 34′ - Фред 48′ - Фернандиньо 83′ |

| Хорватия    | 1:3     | Мексика                                    |
| ----------- | ------- | ------------------------------------------ |
| Перишич 86′ | (отчёт) | - Маркес 71′ - Гуардадо 74′ - Эрнандес 81′ |

### Группа B
| Поз | Команда    | И | В | Н | П | МЗ | МП | РМ | О | Квалификация     |
| --- | ---------- | - | - | - | - | -- | -- | -- | - | ---------------- |
| 1   | Нидерланды | 3 | 3 | 0 | 0 | 10 | 3  | +7 | 9 | Выход в плей-офф |
| 2   | Чили       | 3 | 2 | 0 | 1 | 5  | 3  | +2 | 6 | Выход в плей-офф |
| 3   | Испания    | 3 | 1 | 0 | 2 | 4  | 7  | −3 | 3 |                  |
| 4   | Австралия  | 3 | 0 | 0 | 3 | 3  | 9  | −6 | 0 |                  |

| Испания           | 1:5     | Нидерланды                                         |
| ----------------- | ------- | -------------------------------------------------- |
| Алонсо 26′ (пен.) | (отчёт) | - ван Перси 43′ 71′ - Роббен 52′ 79′ - де Врей 64′ |

| Чили                                         | 3:1     | Австралия  |
| -------------------------------------------- | ------- | ---------- |
| - Санчес 11′ - Вальдивия 13′ - Босежур 90+1′ | (отчёт) | Кэхилл 34′ |

| Испания | 0:2     | Чили                       |
| ------- | ------- | -------------------------- |
|         | (отчёт) | - Варгас 19′ - Арангис 42′ |

| Австралия                        | 2:3     | Нидерланды                               |
| -------------------------------- | ------- | ---------------------------------------- |
| - Кэхилл 20′ - Единак 53′ (пен.) | (отчёт) | - Роббен 19′ - ван Перси 57′ - Депай 67′ |

| Австралия | 0:3     | Испания                             |
| --------- | ------- | ----------------------------------- |
|           | (отчёт) | - Вилья 35′ - Торрес 68′ - Мата 81′ |

| Нидерланды              | 2:0     | Чили |
| ----------------------- | ------- | ---- |
| - Фер 76′ - Депай 90+1′ | (отчёт) |      |

### Группа C
| Поз | Команда     | И | В | Н | П | МЗ | МП | РМ | О | Квалификация     |
| --- | ----------- | - | - | - | - | -- | -- | -- | - | ---------------- |
| 1   | Колумбия    | 3 | 3 | 0 | 0 | 9  | 2  | +7 | 9 | Выход в плей-офф |
| 2   | Греция      | 3 | 1 | 1 | 1 | 2  | 4  | −2 | 4 | Выход в плей-офф |
| 3   | Кот-д’Ивуар | 3 | 1 | 0 | 2 | 4  | 5  | −1 | 3 |                  |
| 4   | Япония      | 3 | 0 | 1 | 2 | 2  | 6  | −4 | 1 |                  |

| Колумбия                                     | 3:0     | Греция |
| -------------------------------------------- | ------- | ------ |
| - Армеро 5′ - Гутьеррес 57′ - Родригес 90+2′ | (отчёт) |        |

| Кот-д’Ивуар               | 2:1     | Япония    |
| ------------------------- | ------- | --------- |
| - Бони 63′ - Жервиньо 65′ | (отчёт) | Хонда 15′ |

| Колумбия                     | 2:1     | Кот-д’Ивуар  |
| ---------------------------- | ------- | ------------ |
| - Родригес 63′ - Кинтеро 69′ | (отчёт) | Жервиньо 72′ |

| Япония | 0:0     | Греция |
| ------ | ------- | ------ |
|        | (отчёт) |        |

| Япония       | 1:4     | Колумбия                                                |
| ------------ | ------- | ------------------------------------------------------- |
| Окадзаки 45′ | (отчёт) | - Куадрадо 16′ (пен.) - Мартинес 54′ 81′ - Родригес 89′ |

| Греция                               | 2:1     | Кот-д’Ивуар |
| ------------------------------------ | ------- | ----------- |
| - Самарис 41′ - Самарас 90+2′ (пен.) | (отчёт) | Бони 73′    |

### Группа D
| Поз | Команда    | И | В | Н | П | МЗ | МП | РМ | О | Квалификация     |
| --- | ---------- | - | - | - | - | -- | -- | -- | - | ---------------- |
| 1   | Коста-Рика | 3 | 2 | 1 | 0 | 4  | 1  | +3 | 7 | Выход в плей-офф |
| 2   | Уругвай    | 3 | 2 | 0 | 1 | 4  | 4  | 0  | 6 | Выход в плей-офф |
| 3   | Италия     | 3 | 1 | 0 | 2 | 2  | 3  | −1 | 3 |                  |
| 4   | Англия     | 3 | 0 | 1 | 2 | 2  | 4  | −2 | 1 |                  |

| Уругвай           | 1:3     | Коста-Рика                               |
| ----------------- | ------- | ---------------------------------------- |
| Кавани 23′ (пен.) | (отчёт) | - Кэмпбелл 53′ - Дуарте 57′ - Уренья 83′ |

| Англия       | 1:2     | Италия                         |
| ------------ | ------- | ------------------------------ |
| Старридж 36′ | (отчёт) | - Маркизио 34′ - Балотелли 49′ |

| Уругвай        | 2:1     | Англия   |
| -------------- | ------- | -------- |
| Суарес 38′ 84′ | (отчёт) | Руни 74′ |

| Италия | 0:1     | Коста-Рика |
| ------ | ------- | ---------- |
|        | (отчёт) | Руис 44′   |

| Италия | 0:1     | Уругвай   |
| ------ | ------- | --------- |
|        | (отчёт) | Годин 80′ |

| Коста-Рика | 0:0     | Англия |
| ---------- | ------- | ------ |
|            | (отчёт) |        |

### Группа E
| Поз | Команда   | И | В | Н | П | МЗ | МП | РМ | О | Квалификация     |
| --- | --------- | - | - | - | - | -- | -- | -- | - | ---------------- |
| 1   | Франция   | 3 | 2 | 1 | 0 | 8  | 2  | +6 | 7 | Выход в плей-офф |
| 2   | Швейцария | 3 | 2 | 0 | 1 | 7  | 6  | +1 | 6 | Выход в плей-офф |
| 3   | Эквадор   | 3 | 1 | 1 | 1 | 3  | 3  | 0  | 4 |                  |
| 4   | Гондурас  | 3 | 0 | 0 | 3 | 1  | 8  | −7 | 0 |                  |

| Швейцария                       | 2:1     | Эквадор         |
| ------------------------------- | ------- | --------------- |
| - Мехмеди 47′ - Сеферович 90+2′ | (отчёт) | Э. Валенсия 21′ |

| Франция                                          | 3:0     | Гондурас |
| ------------------------------------------------ | ------- | -------- |
| - Бензема 44′ (пен.) 71′ - Вальядарес 47′ (авт.) | (отчёт) |          |

| Швейцария                  | 2:5     | Франция                                                              |
| -------------------------- | ------- | -------------------------------------------------------------------- |
| - Джемайли 80′ - Джака 86′ | (отчёт) | - Жиру 16′ - Матюиди 17′ - Вальбуэна 39′ - Бензема 66′ - Сиссоко 72′ |

| Гондурас   | 1:2     | Эквадор             |
| ---------- | ------- | ------------------- |
| Костли 30′ | (отчёт) | Э. Валенсия 33′ 64′ |

| Гондурас | 0:3     | Швейцария         |
| -------- | ------- | ----------------- |
|          | (отчёт) | Шакири 5′ 30′ 70′ |

| Эквадор | 0:0     | Франция |
| ------- | ------- | ------- |
|         | (отчёт) |         |

### Группа F
| Поз | Команда              | И | В | Н | П | МЗ | МП | РМ | О | Квалификация     |
| --- | -------------------- | - | - | - | - | -- | -- | -- | - | ---------------- |
| 1   | Аргентина            | 3 | 3 | 0 | 0 | 6  | 3  | +3 | 9 | Выход в плей-офф |
| 2   | Нигерия              | 3 | 1 | 1 | 1 | 3  | 3  | 0  | 4 | Выход в плей-офф |
| 3   | Босния и Герцеговина | 3 | 1 | 0 | 2 | 4  | 4  | 0  | 3 |                  |
| 4   | Иран                 | 3 | 0 | 1 | 2 | 1  | 4  | −3 | 1 |                  |

| Аргентина                         | 2:1     | Босния и Герцеговина |
| --------------------------------- | ------- | -------------------- |
| - Колашинац 2′ (авт.) - Месси 64′ | (отчёт) | Ибишевич 84′         |

| Иран | 0:0     | Нигерия |
| ---- | ------- | ------- |
|      | (отчёт) |         |

| Аргентина | 1:0     | Иран |
| --------- | ------- | ---- |
| Месси 90′ | (отчёт) |      |

| Нигерия        | 1:0     | Босния и Герцеговина |
| -------------- | ------- | -------------------- |
| Одемвингие 28′ | (отчёт) |                      |

| Нигерия     | 2:3     | Аргентина                 |
| ----------- | ------- | ------------------------- |
| Муса 3′ 46′ | (отчёт) | - Месси 2′ 45′ - Рохо 49′ |

| Босния и Герцеговина                    | 3:1     | Иран            |
| --------------------------------------- | ------- | --------------- |
| - Джеко 22′ - Пьянич 58′ - Вршаевич 82′ | (отчёт) | Гучаннеджад 81′ |

### Группа G
| Поз | Команда    | И | В | Н | П | МЗ | МП | РМ | О | Квалификация     |
| --- | ---------- | - | - | - | - | -- | -- | -- | - | ---------------- |
| 1   | Германия   | 3 | 2 | 1 | 0 | 7  | 2  | +5 | 7 | Выход в плей-офф |
| 2   | США        | 3 | 1 | 1 | 1 | 4  | 4  | 0  | 4 | Выход в плей-офф |
| 3   | Португалия | 3 | 1 | 1 | 1 | 4  | 7  | −3 | 4 |                  |
| 4   | Гана       | 3 | 0 | 1 | 2 | 4  | 6  | −2 | 1 |                  |

| Германия                                   | 4:0     | Португалия |
| ------------------------------------------ | ------- | ---------- |
| - Мюллер 11′ (пен.) 45′ 77′ - Хуммельс 31′ | (отчёт) |            |

| Гана       | 1:2     | США                     |
| ---------- | ------- | ----------------------- |
| А. Айю 81′ | (отчёт) | - Демпси 1′ - Брукс 85′ |

| Германия                | 2:2     | Гана                    |
| ----------------------- | ------- | ----------------------- |
| - Гётце 50′ - Клозе 70′ | (отчёт) | - А. Айю 53′ - Гьян 62′ |

| США                      | 2:2     | Португалия               |
| ------------------------ | ------- | ------------------------ |
| - Джонс 63′ - Демпси 80′ | (отчёт) | - Нани 4′ - Варела 90+4′ |

| США | 0:1     | Германия   |
| --- | ------- | ---------- |
|     | (отчёт) | Мюллер 54′ |

| Португалия                               | 2:1     | Гана     |
| ---------------------------------------- | ------- | -------- |
| - Бой 30′ (авт.) - Криштиану Роналду 79′ | (отчёт) | Гьян 56′ |

### Группа H
| Поз | Команда          | И | В | Н | П | МЗ | МП | РМ | О | Квалификация     |
| --- | ---------------- | - | - | - | - | -- | -- | -- | - | ---------------- |
| 1   | Бельгия          | 3 | 3 | 0 | 0 | 4  | 1  | +3 | 9 | Выход в плей-офф |
| 2   | Алжир            | 3 | 1 | 1 | 1 | 6  | 5  | +1 | 4 | Выход в плей-офф |
| 3   | Россия           | 3 | 0 | 2 | 1 | 2  | 3  | −1 | 2 |                  |
| 4   | Республика Корея | 3 | 0 | 1 | 2 | 3  | 6  | −3 | 1 |                  |

| Бельгия                      | 2:1     | Алжир             |
| ---------------------------- | ------- | ----------------- |
| - Феллайни 69′ - Мертенс 79′ | (отчёт) | Фегули 24′ (пен.) |

| Россия       | 1:1     | Республика Корея |
| ------------ | ------- | ---------------- |
| Кержаков 73′ | (отчёт) | Ли Гын Хо 67′    |

| Бельгия   | 1:0     | Россия |
| --------- | ------- | ------ |
| Ориги 87′ | (отчёт) |        |

| Республика Корея                     | 2:4     | Алжир                                                |
| ------------------------------------ | ------- | ---------------------------------------------------- |
| - Сон Хын Мин 49′ - Ку Джа Чхоль 71′ | (отчёт) | - Слимани 25′ - Халлиш 27′ - Джабу 37′ - Брахими 61′ |

| Республика Корея | 0:1     | Бельгия       |
| ---------------- | ------- | ------------- |
|                  | (отчёт) | Вертонген 77′ |

| Алжир       | 1:1     | Россия     |
| ----------- | ------- | ---------- |
| Слимани 60′ | (отчёт) | Кокорин 6′ |

## Плей-офф

### Сетка турнира
|  | 1/8 финала               | 1/8 финала              |                          |       | Четвертьфиналы    | Четвертьфиналы    |                    |                    | Полуфиналы | Полуфиналы |  |  | Финал | Финал |
|  |                          |                         |                          |       |                   |                   |                    |                    |            |            |  |  |       |       |
|  | 28 июня — Белу-Оризонти  |                         |                          |       |                   |                   |                    |                    |            |            |  |  |       |       |
|  |                          |                         |                          |       |                   |                   |                    |                    |            |            |  |  |       |       |
|  | Бразилия (пен.)          | 1 (3)                   |                          |       |                   |                   |                    |                    |            |            |  |  |       |       |
|  | Бразилия (пен.)          | 1 (3)                   | 4 июля — Форталеза       |       |                   |                   |                    |                    |            |            |  |  |       |       |
|  | Чили                     | 1 (2)                   |                          |       |                   |                   |                    |                    |            |            |  |  |       |       |
|  | Чили                     | 1 (2)                   | Бразилия                 | 2     |                   |                   |                    |                    |            |            |  |  |       |       |
|  | 28 июня — Рио-де-Жанейро |                         | Бразилия                 | 2     |                   |                   |                    |                    |            |            |  |  |       |       |
|  |                          | Колумбия                | 1                        |       |                   |                   |                    |                    |            |            |  |  |       |       |
|  | Колумбия                 | Колумбия                | 1                        | 2     |                   |                   |                    |                    |            |            |  |  |       |       |
|  | Колумбия                 |                         | 8 июля — Белу-Оризонти   | 2     |                   |                   |                    |                    |            |            |  |  |       |       |
|  | Уругвай                  | 0                       |                          |       |                   |                   |                    |                    |            |            |  |  |       |       |
|  | Уругвай                  | 0                       | Бразилия                 | 1     |                   |                   |                    |                    |            |            |  |  |       |       |
|  | 30 июня — Бразилиа       |                         | Бразилия                 | 1     |                   |                   |                    |                    |            |            |  |  |       |       |
|  |                          | Германия                | 7                        |       |                   |                   |                    |                    |            |            |  |  |       |       |
|  | Франция                  | Германия                | 7                        | 2     |                   |                   |                    |                    |            |            |  |  |       |       |
|  | Франция                  | 4 июля — Рио-де-Жанейро |                          | 2     |                   |                   |                    |                    |            |            |  |  |       |       |
|  | Нигерия                  | 0                       |                          |       |                   |                   |                    |                    |            |            |  |  |       |       |
|  | Нигерия                  | 0                       | Франция                  | 0     |                   |                   |                    |                    |            |            |  |  |       |       |
|  | 30 июня — Порту-Алегри   |                         | Франция                  | 0     |                   |                   |                    |                    |            |            |  |  |       |       |
|  |                          | Германия                | 1                        |       |                   |                   |                    |                    |            |            |  |  |       |       |
|  | Германия (доп. вр.)      | Германия                | 1                        | 2     |                   |                   |                    |                    |            |            |  |  |       |       |
|  | Германия (доп. вр.)      |                         | 13 июля — Рио-де-Жанейро | 2     |                   |                   |                    |                    |            |            |  |  |       |       |
|  | Алжир                    | 1                       |                          |       |                   |                   |                    |                    |            |            |  |  |       |       |
|  | Алжир                    | 1                       | Германия (доп. вр.)      | 1     |                   |                   |                    |                    |            |            |  |  |       |       |
|  | 29 июня — Форталеза      |                         | Германия (доп. вр.)      | 1     |                   |                   |                    |                    |            |            |  |  |       |       |
|  |                          | Аргентина               | 0                        |       |                   |                   |                    |                    |            |            |  |  |       |       |
|  | Нидерланды               | Аргентина               | 0                        | 2     |                   |                   |                    |                    |            |            |  |  |       |       |
|  | Нидерланды               | 5 июля — Салвадор       |                          | 2     |                   |                   |                    |                    |            |            |  |  |       |       |
|  | Мексика                  | 1                       |                          |       |                   |                   |                    |                    |            |            |  |  |       |       |
|  | Мексика                  | 1                       | Нидерланды (пен.)        | 0 (4) |                   |                   |                    |                    |            |            |  |  |       |       |
|  | 29 июня — Ресифи         |                         | Нидерланды (пен.)        | 0 (4) |                   |                   |                    |                    |            |            |  |  |       |       |
|  |                          | Коста-Рика              | 0 (3)                    |       |                   |                   |                    |                    |            |            |  |  |       |       |
|  | Коста-Рика (пен.)        | Коста-Рика              | 0 (3)                    | 1 (5) |                   |                   |                    |                    |            |            |  |  |       |       |
|  | Коста-Рика (пен.)        |                         | 9 июля — Сан-Паулу       | 1 (5) |                   |                   |                    |                    |            |            |  |  |       |       |
|  | Греция                   | 1 (3)                   |                          |       |                   |                   |                    |                    |            |            |  |  |       |       |
|  | Греция                   | 1 (3)                   | Нидерланды               | 0 (2) |                   |                   |                    |                    |            |            |  |  |       |       |
|  | 1 июля — Сан-Паулу       |                         | Нидерланды               | 0 (2) |                   |                   |                    |                    |            |            |  |  |       |       |
|  |                          | Аргентина (пен.)        | 0 (4)                    |       | Матч за 3-е место | Матч за 3-е место |                    |                    |            |            |  |  |       |       |
|  | Аргентина (доп. вр.)     | Аргентина (пен.)        | 0 (4)                    | 1     | Матч за 3-е место | Матч за 3-е место |                    |                    |            |            |  |  |       |       |
|  | Аргентина (доп. вр.)     | 5 июля — Бразилиа       | 5 июля — Бразилиа        | 1     |                   |                   | 12 июля — Бразилиа | 12 июля — Бразилиа |            |            |  |  |       |       |
|  | Швейцария                | 5 июля — Бразилиа       | 5 июля — Бразилиа        | 0     |                   |                   | 12 июля — Бразилиа | 12 июля — Бразилиа |            |            |  |  |       |       |
|  | Швейцария                | Аргентина               | 1                        | 0     | Бразилия          | 0                 |                    |                    |            |            |  |  |       |       |
|  | 1 июля — Салвадор        | Аргентина               | 1                        |       | Бразилия          | 0                 |                    |                    |            |            |  |  |       |       |
|  |                          | Бельгия                 | 0                        |       | Нидерланды        | 3                 |                    |                    |            |            |  |  |       |       |
|  | Бельгия (доп. вр.)       | Бельгия                 | 0                        | 2     | Нидерланды        | 3                 |                    |                    |            |            |  |  |       |       |
|  | Бельгия (доп. вр.)       |                         |                          | 2     |                   |                   |                    |                    |            |            |  |  |       |       |
|  | США                      | 1                       |                          |       |                   |                   |                    |                    |            |            |  |  |       |       |
|  | США                      | 1                       |                          |       |                   |                   |                    |                    |            |            |  |  |       |       |

### 1/8 финала
| Бразилия                                   | 1:1 (доп. вр.) | Чили                                       |
| ------------------------------------------ | -------------- | ------------------------------------------ |
| Луис 17′                                   | (отчёт)        | Санчес 31′                                 |
| Пенальти                                   |                |                                            |
| - Луис - Виллиан - Марсело - Халк - Неймар | 3:2            | - Пинилья - Санчес - Арангис - Диас - Хара |

| Колумбия         | 2:0     | Уругвай |
| ---------------- | ------- | ------- |
| Родригес 27′ 49′ | (отчёт) |         |

| Нидерланды                            | 2:1     | Мексика        |
| ------------------------------------- | ------- | -------------- |
| - Снейдер 87′ - Хюнтелар 90+3′ (пен.) | (отчёт) | дос Сантос 47′ |

| Коста-Рика                                     | 1:1 (доп. вр.) | Греция                                         |
| ---------------------------------------------- | -------------- | ---------------------------------------------- |
| Руис 51′                                       | (отчёт)        | Папастатопулос 90′                             |
| Пенальти                                       |                |                                                |
| - Борхес - Руис - Гонсалес - Кэмпбелл - Уманья | 5:3            | - Митроглу - Христодулопулос - Холебас - Гекас |

| Франция                         | 2:0     | Нигерия |
| ------------------------------- | ------- | ------- |
| - Погба 78′ - Йобо 90+1′ (авт.) | (отчёт) |         |

| Германия                  | 2:1 (доп. вр.) | Алжир      |
| ------------------------- | -------------- | ---------- |
| - Шюррле 91′ - Озиль 119′ | (отчёт)        | Джабу 120′ |

| Аргентина     | 1:0 (доп. вр.) | Швейцария |
| ------------- | -------------- | --------- |
| Ди Мария 117′ | (отчёт)        |           |

| Бельгия                       | 2:1 (доп. вр.) | США       |
| ----------------------------- | -------------- | --------- |
| - Де Брёйне 92′ - Лукаку 104′ | (отчёт)        | Грин 106′ |

### Четвертьфиналы
| Бразилия              | 2:1     | Колумбия            |
| --------------------- | ------- | ------------------- |
| - Силва 6′ - Луис 68′ | (отчёт) | Родригес 79′ (пен.) |

| Франция | 0:1     | Германия     |
| ------- | ------- | ------------ |
|         | (отчёт) | Хуммельс 12′ |

| Нидерланды                            | 0:0 (доп. вр.) | Коста-Рика                                     |
| ------------------------------------- | -------------- | ---------------------------------------------- |
|                                       | (отчёт)        |                                                |
| Пенальти                              |                |                                                |
| - ван Перси - Роббен - Снейдер - Кёйт | 4:3            | - Борхес - Руис - Гонсалес - Боланьос - Уманья |

| Аргентина | 1:0     | Бельгия |
| --------- | ------- | ------- |
| Игуаин 7′ | (отчёт) |         |

### Полуфиналы
| Бразилия  | 1:7     | Германия                                                               |
| --------- | ------- | ---------------------------------------------------------------------- |
| Оскар 89′ | (отчёт) | - Мюллер 10′ - Клозе 22′ - Кроос 24′ 25′ - Хедира 28′ - Шюррле 68′ 78′ |

| Нидерланды                       | 0:0 (доп. вр.) | Аргентина                           |
| -------------------------------- | -------------- | ----------------------------------- |
|                                  | (отчёт)        |                                     |
| Пенальти                         |                |                                     |
| - Влар - Роббен - Снейдер - Кёйт | 2:4            | - Месси - Гарай - Агуэро - Родригес |

### Матч за третье место
| Бразилия | 0:3     | Нидерланды                                        |
| -------- | ------- | ------------------------------------------------- |
|          | (отчёт) | - ван Перси 2′ (пен.) - Блинд 16′ - Вейналдум 90′ |

### Финал
| Германия   | 1:0 (доп. вр.) | Аргентина |
| ---------- | -------------- | --------- |
| Гётце 112′ | (отчёт)        |           |

## Чемпион
| Чемпион мира по футболу 2014 |
| Германия Четвёртый титул     |

## Статистика
6 голов
- Хамес Родригес (1 пен.)

5 голов
- Томас Мюллер (1 пен.)

4 гола
- Лионель Месси
- Неймар (1 пен.)
- Робин ван Перси (1 пен.)

3 гола
- Андре Шюррле
- Арьен Роббен
- Карим Бензема (1 пен.)
- Джердан Шакири
- Эннер Валенсия

2 гола
- Тим Кэхилл
- Абдельмумен Джабу
- Ислам Слимани
- Давид Луис
- Оскар
- Андре Айю
- Асамоа Гьян
- Марио Гётце
- Мирослав Клозе
- Тони Кроос
- Матс Хуммельс
- Джексон Мартинес
- Брайан Руис
- Вильфрид Бони
- Жервиньо
- Ахмед Муса
- Мемфис Депай
- Клинт Демпси
- Луис Суарес
- Марио Манджукич
- Иван Перишич
- Алексис Санчес

1 гол
- Миле Единак (пен.)
- Ясин Брахими
- Софиан Фегули (пен.)
- Рафик Халиш
- Уэйн Руни
- Дэниэл Старридж
- Анхель ди Мария
- Гонсало Игуаин
- Маркос Рохо
- Ян Вертонген
- Кевин Де Брёйне
- Ромелу Лукаку
- Дрис Мертенс
- Дивок Ориги
- Маруан Феллайни
- Авдия Вршавевич
- Эдин Джеко
- Ведад Ибишевич
- Миралем Пьянич
- Тиагу Силва
- Фернандиньо
- Фред
- Месут Озиль
- Сами Хедира
- Карло Костли
- Сократис Папастатопулос
- Йоргос Самарас (пен.)
- Андреас Самарис
- Реза Гучаннеджад
- Хаби Алонсо (пен.)
- Давид Вилья
- Хуан Мата
- Фернандо Торрес
- Марио Балотелли
- Клаудио Маркизио
- Жоэль Матип
- Пабло Армеро
- Теофило Гутьеррес
- Хуан Кинтеро
- Хуан Куадрадо (пен.)
- Оскар Дуарте
- Жоэль Кэмпбелл
- Маркос Уренья
- Андрес Гуардадо
- Джовани дос Сантос
- Рафаэль Маркес
- Орибе Перальта
- Хавьер Эрнандес
- Питер Одемвингие
- Дейли Блинд
- Стефан де Врей
- Уэсли Снейдер
- Лерой Фер
- Джорджиньо Вейналдум
- Клас-Ян Хюнтелар (пен.)
- Силвестре Варела
- Нани
- Криштиану Роналду
- Сон Хын Мин
- Ли Гын Хо
- Ку Джа Чхоль
- Александр Кержаков
- Александр Кокорин
- Джон Брукс
- Джулиан Грин
- Джермейн Джонс
- Диего Годин
- Эдинсон Кавани (пен.)
- Матьё Вальбуэна
- Антуан Гризманн
- Оливье Жиру
- Блез Матюиди
- Поль Погба
- Мусса Сиссоко
- Ивица Олич
- Чарлес Арангис
- Жан Босежур
- Хорхе Вальдивия
- Эдуардо Варгас
- Гранит Джака
- Блерим Джемайли
- Адмир Мехмеди
- Харис Сеферович
- Синдзи Окадзаки
- Кэйсукэ Хонда

Автоголы
- Сеад Колашинац (в матче с Аргентиной)
- Марсело (в матче с Хорватией)
- Джон Бой (в матче с Португалией)
- Ноэль Вальядарес (в матче с Францией)
- Джозеф Йобо (в матче с Францией)

Источник: fifa.com/wc2014/golden-boot

### Дисквалификации
Футболист, получивший красную карточку или набравший в различных матчах две жёлтые, пропускает следующую игру.
| Футболист              | Команда     | Нарушения                                                              | Пропущенные матчи              |
| ---------------------- | ----------- | ---------------------------------------------------------------------- | ------------------------------ |
| Алекс Сонг             | Камерун     | в группе A против Хорватии                                             | в группе A против Бразилии     |
| Хуан Васкес            | Мексика     | в группе A против Бразилии и Хорватии                                  | 1/8 финала против Нидерландов  |
| Анте Ребич             | Хорватия    | в группе A против Мексики                                              | Неизвестно                     |
| Миле Единак            | Австралия   | в группе B против Чили и Испании                                       | Неизвестно                     |
| Тим Кэхилл             | Австралия   | в группе B против Чили и Нидерландов                                   | в группе B против Испании      |
| Робин ван Перси        | Нидерланды  | в группе B против Испании и Австралии                                  | в группе B против Чили         |
| Константинос Кацуранис | Греция      | в группе C против Японии                                               | в группе C против Кот-д’Ивуара |
| Дидье Зокора           | Кот-д’Ивуар | в группе C против Японии и Колумбии                                    | в группе C против Греции       |
| Марио Балотелли        | Италия      | в группе D против Коста-Рики и Уругвая                                 | Неизвестно                     |
| Клаудио Маркизио       | Италия      | в группе D против Уругвая                                              | Неизвестно                     |
| Макси Перейра          | Уругвай     | в группе D против Коста-Рики                                           | в группе D против Англии       |
| Уилсон Паласиос        | Гондурас    | в группе E против Франции                                              | в группе E против Эквадора     |
| Йоан Кабай             | Франция     | в группе E против Гондураса и Швейцарии                                | в группе E против Эквадора     |
| Антонио Валенсия       | Эквадор     | в группе E против Франции                                              | Неизвестно                     |
| Салли Мунтари          | Гана        | в группе G против США и Германии                                       | в группе G против Португалии   |
| Пепе                   | Португалия  | в группе G против Германии                                             | в группе G против США          |
| Стивен Дефур           | Бельгия     | в группе H против Республики Корея                                     | 1/8 финала против США          |
| Луис Густаво           | Бразилия    | в группе A против Хорватии · в 1/8 финала против Чили                  | 1/4 финала против Колумбии     |
| Пауль Агилар           | Мексика     | в группе A против Бразилии · в 1/8 финала против Нидерландов           | Неизвестно                     |
| Диего Лугано           | Уругвай     | в группе D против Коста-Рики · в 1/8 финала против Колумбии            | Неизвестно                     |
| Эухенио Мена           | Чили        | в группе B против Испании · в 1/8 финала против Бразилии               | Неизвестно                     |
| Франсиско Сильва       | Чили        | в группе B против Нидерландов · в 1/8 финала против Бразилии           | Неизвестно                     |
| Оскар Дуарте           | Коста-Рика  | в 1/8 финала против Греции                                             | 1/4 финала против Нидерландов  |
| Маркос Рохо            | Аргентина   | в группе F против Боснии и Герцеговины · в 1/8 финала против Швейцарии | 1/4 финала против Бельгии      |
| Тиагу Силва            | Бразилия    | в группе A против Мексики · в 1/4 финала против Колумбии               | 1/2 финала против Германии     |
| Тоби Алдервейрелд      | Бельгия     | в группе H против России · в 1/4 финала против Аргентины               | Неизвестно                     |

## Награды
Следующие награды были вручены по завершении турнира:
- лучшему игроку чемпионата
  - Золотой мяч —  Лионель Месси
  - Серебряный мяч —  Томас Мюллер
  - Бронзовый мяч —  Арьен Роббен
- лучшему бомбардиру чемпионата
  - Золотая бутса —  Хамес Родригес
  - Серебряная бутса —  Томас Мюллер
  - Бронзовая бутса —  Неймар
- Приз имени Льва Яшина — лучшему вратарю чемпионата —  Мануэль Нойер
- Лучший молодой игрок —  Поль Погба
- Приз честной игры —  Колумбия

## Символическая сборная
ФИФА назвала символическую сборную чемпионата мира, которая была сформирована путём голосования болельщиков на официальном сайте организации. В эту команду попало четыре представителя сборной Германии, которая стала победителем турнира. Компанию им составили четыре бразильца, два аргентинца и один представитель сборной Колумбии. Тренером символической сборной был избран тренер сборной Германии Йоахим Лёв.
- Вратарь
  -  Мануэль Нойер
- Защитники
  -  Давид Луис
  -  Матс Хуммельс
  -  Тиагу Силва
  -  Марсело
- Полузащитники
  -  Анхель Ди Мария
  -  Тони Кроос
  -  Хамес Родригес
- Нападающие
  -  Неймар
  -  Лионель Месси
  -  Томас Мюллер

Castrol, официальный спонсор турнира, также назвал символическую сборную на основе своего индекса производительности, оценивающего выступления игроков с помощью статистических данных. Команда состояла из игроков, лидирующих на своей позиции, а полузащитник Тони Кроос был признан наиболее полезным игроком турнира. Лионель Месси, получивший Золотой мяч, занял пятое место среди нападающих и, таким образом, не был включён в команду.
- Вратарь
  -  Мануэль Нойер
- Защитники
  -  Маркос Рохо
  -  Тиагу Силва
  -  Матс Хуммельс
  -  Стефан де Врей
- Полузащитники
  -  Оскар
  -  Тони Кроос
  -  Филипп Лам
  -  Хамес Родригес
- Нападающие
  -  Арьен Роббен
  -  Томас Мюллер

## Новшества
- Впервые в истории чемпионатов мира по футболу была применена система автоматического определения голов. Она называется GoalControl-4D, разработана немецкой фирмой GoalControl[англ.]. Система основана на применении высокоскоростных камер. Состоит из 14 камер, всё время направленных на мяч и передающих информацию на компьютер, который посылает сигнал о пересечении мячом линии ворот на часы главного судьи матча[57]. Система была установлена на всех стадионах ЧМ-2014 и впервые повлияла на решение судьи в спорном эпизоде со вторым голом в матче Франция—Гондурас[58].
- Впервые в истории чемпионатов мира по футболу судьи использовали баллончики с исчезающим спреем для пометок на поле в месте расположения мяча и стенки при выполнении штрафных и свободных ударов[59].
- Впервые в истории чемпионатов мира были введены перерывы в матчах, чтобы игроки могли охладиться и выпить воды. Перерывы назначаются на усмотрение судьи после тридцатой минуты каждого тайма, если индекс теплообмена WBGT превышает установленный уровень в момент матча[60]. Перерывы продолжаются по три минуты, которые судья потом добавляет в конце каждого тайма[61]. Согласно многим источникам, включая новостной раздел сайта ФИФА, впервые такие перерывы были применены в матче 1/8 финала Нидерланды — Мексика, матч останавливался дважды: в первом и втором таймах, чтобы спортсмены могли освежиться[62], судья добавил 4 минуты в первом тайме и 6 минут во втором. В некоторых источниках утверждается, что первый подобный перерыв был назначен ещё раньше — на 39-й минуте матча группы G между сборными США и Португалии[63], однако судья тогда добавил лишь 2 минуты в первом тайме (во втором — 5 минут), поэтому, возможно, та остановка имела другие причины.

## Судейство
- 20 июня 2014 года ФИФА объявила об отстранении помощника судьи из Колумбии, Умберто Клавихо, от дальнейшего судейства на чемпионате[64]. В матче группы А между Мексикой и Камеруном Клавихо вызвал резкую критику своего судейства, спорно не засчитав два гола Мексики в ворота Камеруна[65].

## Происшествия
- Перед церемонией открытия Кубка конфедераций 2013 рядом со стадионом проходили демонстрации бразильцев, недовольных объёмом потраченных средств на проведение чемпионата мира. Глава ФИФА и президент Бразилии были освистаны во время выступления на церемонии. В связи с этим было принято решение, что на церемонии открытия чемпионата мира никаких выступлений официальных лиц не будет. Протесты в Бразилии продолжались до и во время чемпионата[66][67][68][69][70].

- 18 июня перед матчем группы B на стадионе «Маракана» между сборными Чили и Испании около ста чилийских болельщиков прорвались через охрану и, разбив двери и перегородки в пресс-центре, пытались проникнуть на трибуны через вход для журналистов. Восемьдесят пять из них были задержаны военной полицией и были обязаны покинуть страну в течение 72 часов. Ранее, 15 июня, подобный прорыв предприняла группа из двадцати аргентинских болельщиков перед матчем группы F между сборными Аргентины и Боснии и Герцеговины[71].
- 3 июля в Белу-Оризонти на магистраль вблизи стадиона «Минейран» обрушилась эстакада. Под обломками железобетонной конструкции погибли два человека и 22 были ранены. Происшествие произошло за несколько дней до проведения полуфинального матча в городе. Эстакада была частью инфраструктуры чемпионата мира и на момент обрушения всё ещё находилась в стадии завершения. Мэр Белу-Оризонти объявил трёхдневный траур в связи с трагедией[72][73].

## Зрители
- Организационный комитет чемпионата в декабре 2011 года заявил, что на каждый из 64 матчей турнира люди с ограниченными возможностями получат по 500 бесплатных билетов[74].

## Экономика турнира
Стоимость чемпионата составила 11,6 млрд долларов, что сделало его самым дорогим на тот момент, пока его не превзошёл ЧМ-2018 в России (13 млрд долларов), а затем и ЧМ-2022 стоимостью порядка 220 млрд долларов  .  
Ожидалось, что ФИФА потратит на организацию финала 2 млрд долларов, из которых самыми крупными единовременными расходами стали призовые в размере 576 миллионов.
Несмотря на первоначальную оценку затрат на подготовку стадионов в 1,1 млрд долларов, всего, по сообщениям СМИ, было потрачено 3,6 миллиарда. Пять арен были построены с нуля специально к чемпионату, Национальный стадион в Бразилиа был снесён и возведён заново, остальные шесть стадионов претерпели реконструкцию.
На инфраструктурные работы и проекты правительством были выделены ещё 3 млрд реалов. Однако провал многих из них вызвал недовольство среди некоторых бразильцев.
Также правительство Бразилии пообещало выделить 900 млн долларов на организацию безопасности, заявив, что турнир станет «одним из самых защищённых в истории».

### Спонсоры
Спонсоры турнира делились на три категории: партнёры ФИФА, спонсоры чемпионата мира и национальная поддержка.
| Партнёры ФИФА                                                                   | Спонсоры ЧМ | Национальная поддержка                                                    |
| ------------------------------------------------------------------------------- | --- | ------------------------------------------------------------------------- |
| - Adidas - Coca-Cola - Emirates - Hyundai–Kia - Sony - Visa                     | \| - Anheuser-Busch InBev - Castrol - Continental - McDonald's - Johnson & Johnson \| - Marfrig - Yingli - Oi \| | - Apex-Brasil - Garoto - Centauro - Banco Itaú - Liberty Seguros - Wiseup |
| - Anheuser-Busch InBev - Castrol - Continental - McDonald's - Johnson & Johnson | - Marfrig - Yingli - Oi                                                                                          |                                                                           |